# Grevesmühlen
Grevesmühlen è una città del Meclemburgo-Pomerania Anteriore, in Germania.
È il capoluogo del circondario (Kreis) del Meclemburgo Nordoccidentale (targa NWM).